# Wolfgang Haupt (Leichtathlet)
Wolfgang Haupt (* 5. Juli 1963 in Augsburg) ist ein ehemaliger deutscher Leichtathlet und Bobfahrer.

## Werdegang

### Sportliche Karriere
Wolfgang Haupt begann seine sportliche Karriere im Sportverein seines Heimatorts Erlingen. 1989 wurde Wolfgang Haupt deutscher Meister im 100-Meter-Lauf. Nur ein Jahr später feierte er die Vizemeisterschaft im selben Wettbewerb. 1992 schaffte er nochmals den Sprung aufs Podest, diesmal als Drittplatzierter. Auch bei den Leichtathletik-Weltmeisterschaften 1991 in Tokio war Haupt mit dabei und trat für die deutsche 4-mal-100-Meter-Staffel an. Leider schied seine Mannschaft bereits im Vorlauf aus. Seine Bestzeit von 10,24 s lief Haupt am 12. Juli 1991 in Leverkusen.
Neben seiner Leichtathletikkarriere war Haupt auch beim BSC Winterberg im Bobsport aktiv. Bei der Bob-Europameisterschaft im Viererbob 1993 in St. Moritz belegte Wolfgang Haupt mit dem Team von Bobpilot Dirk Wiese den zweiten Platz, bei den Europameisterschaften das Jahr darauf in La Plagne erhielt das Team die Bronzemedaille. Zusätzlich holte er mit dem Team 1994 den 2. Platz im Gesamt-Weltcup in Calgary, fünf Weltcupsiege insgesamt und eine Vizeeuropameisterschaft. Er trat außerdem 18-mal für die deutsche Nationalmannschaft an.

### Nach dem Sport
Mit einem abgeschlossenen BWL-Studium und ersten Erfahrungen in der Industrie baute Wolfgang Haupt die Niederlassung eines deutschen Industrieunternehmens in Shanghai auf. Zurück in Deutschland wurde er zunächst Vertriebsleiter eines industriell geprägten Handelshauses, später Geschäftsführer mehrerer mittelständischer Unternehmen. Nach mehreren Jahren als Unternehmensberater im Bereich Interim-Management ist Wolfgang Haupt heute Eigentümer einer Unternehmensgruppe im Bereich der energetischen Sanierung.
Wolfgang Haupt ist verheiratet und hat zwei erwachsene Kinder. Er lebt in der Nähe von Augsburg.

## Erfolge als Sprinter
| Datum | Wettkampfart            | Platzierung | Ort            | Veranstaltung                                        |
| ----- | ----------------------- | ----------- | -------------- | ---------------------------------------------------- |
| 1989  | 100-Meter-Sprint        | Gold        | Hamburg        | Deutsche Meisterschaften                             |
| 1989  | 200-Meter-Sprint        | Bronze      | Hamburg        | Deutsche Meisterschaften                             |
| 1989  | 200-Meter-Sprint        | Bronze      | Glasgow        | Hallen Länderkampf D-GB                              |
| 1989  | 4-mal-100-Meter-Staffel | Bronze      | Belgrad        | Europa-Cup                                           |
| 1989  | DMM                     | Gold        | Bad Homburg    | Deutsche Mannschaftsmeisterschaften Bayer Leverkusen |
| 1989  | 200-Meter-Sprint        | Bronze      | Birmingham     | Länderkampf GB-UdSSR-USA-D                           |
| 1990  | 100-Meter-Sprint        | Silber      | Düsseldorf     | Deutsche Meisterschaften                             |
| 1990  | 4-mal-100-Meter-Staffel | Silber      | Düsseldorf     | Deutsche Meisterschaften                             |
| 1990  | DMM                     | Gold        | Recklinghausen | Deutsche Mannschaftsmeisterschaft Bayer Leverkusen   |
| 1991  | 4-mal-200-Meter-Staffel | Silber      | Dortmund       | Deutsche Hallenmeisterschaften                       |
| 1991  | DMM                     | Gold        | Wetzlar        | Deutsche Mannschaftsmeisterschaft Bayer Leverkusen   |
| 1991  | 4-mal-100-Meter-Staffel | Bronze      | Hannover       | Deutsche Meisterschaften                             |
| 1992  | 100-Meter-Sprint        | Bronze      | München        | Deutsche Meisterschaften                             |
| 1992  | 4-mal-100-Meter-Staffel | Silber      | Dormagen       | Deutsche Meisterschaften                             |
| 1992  | DMM                     | Gold        | Dormagen       | Deutsche Mannschaftsmeisterschaft Bayer Leverkusen   |

## Erfolge als Bobfahrer
| Datum | Wettkampfart | Platzierung | Ort         | Veranstaltung          |
| ----- | ------------ | ----------- | ----------- | ---------------------- |
| 1993  | Viererbob    | Silber      | St. Moritz  | Europameisterschaft    |
| 1993  | Viererbob    | Gold        | Altenberg   | Weltcup                |
| 1993  | Viererbob    | Silber      | Altenberg   | Weltcup Gesamt         |
| 1994  | Viererbob    | Bronze      | La Plagne   | EM                     |
| 1994  | Viererbob    | Gold        | Calgary     | Weltcup                |
| 1994  | Viererbob    | Silber      | Calgary     | Weltcup Gesamt         |
| 1995  | Viererbob    | Silber      | Winterberg  | Deutsche Meisterschaft |
| 1995  | Viererbob    | Bronze      | Winterberg  | Weltcup                |
| 1995  | Viererbob    | Silber      | Lillehammer | Weltcup                |
| 1995  | Viererbob    | Gold        | St. Moritz  | Weltcup                |
| 1995  | Viererbob    | Bronze      | St. Moritz  | Weltcup Gesamt         |
| 1996  | Viererbob    | 4. Platz    | Calgary     | WM                     |